# 絲攻和絲板

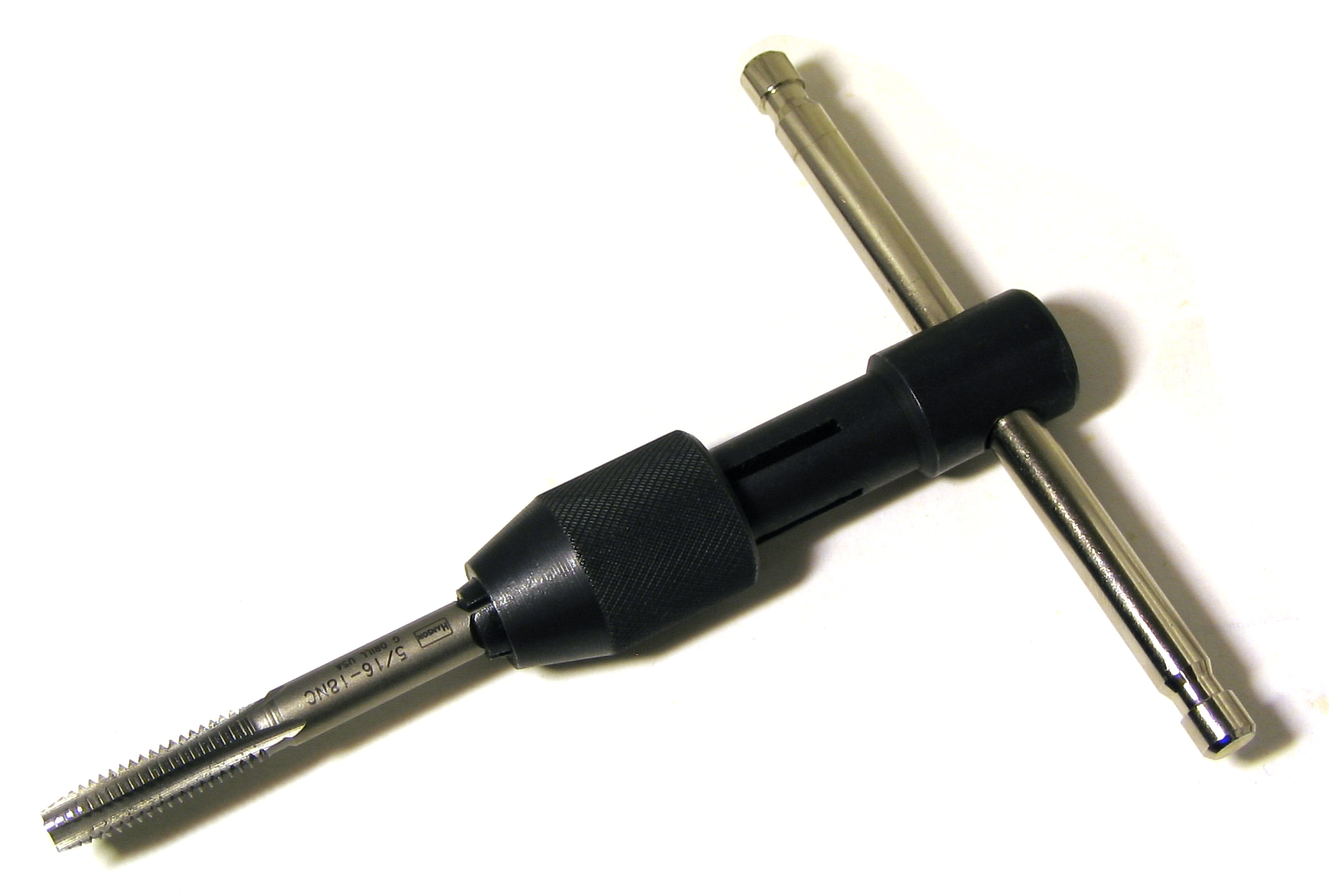
螺絲攻

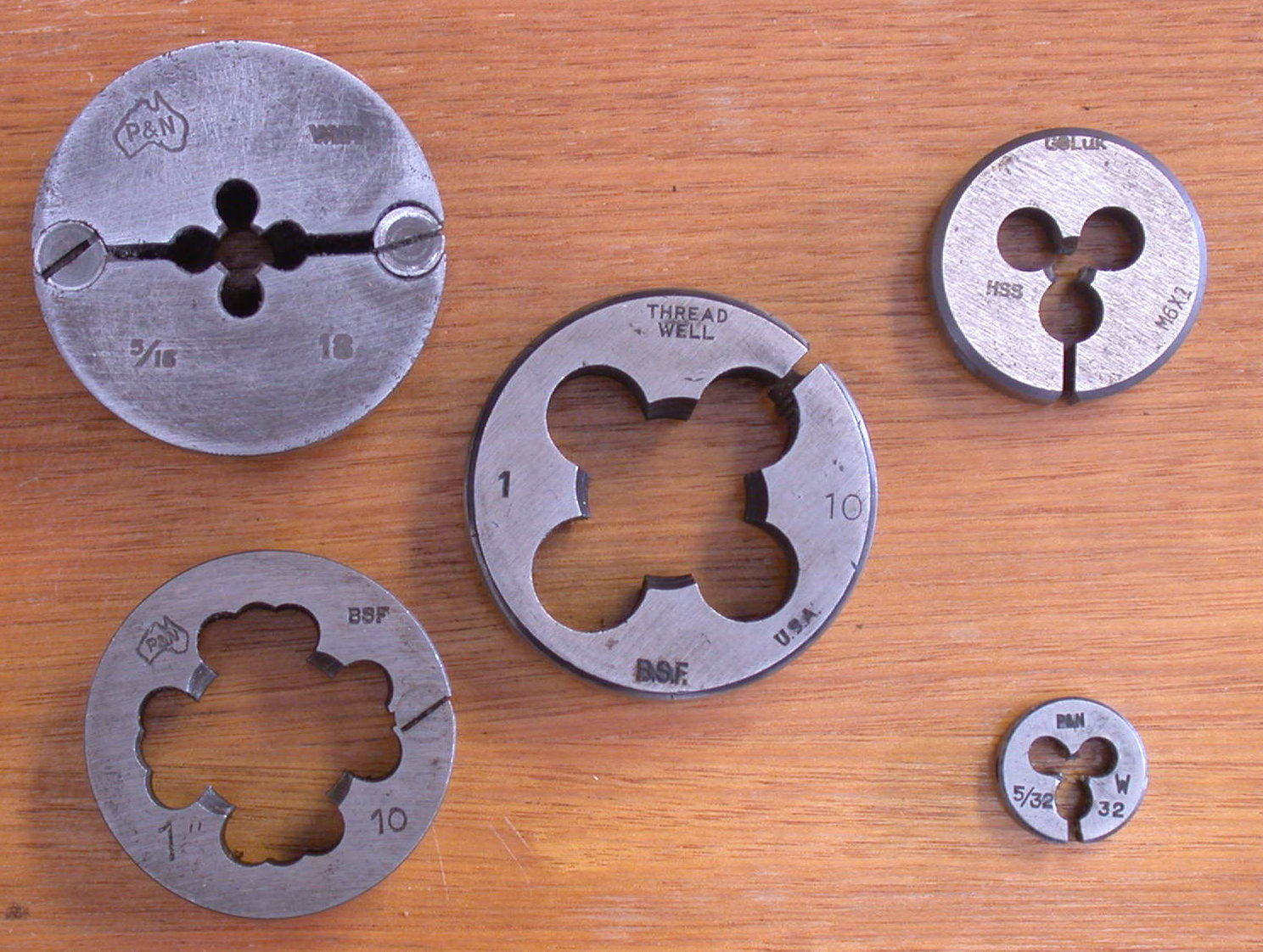
螺絲板

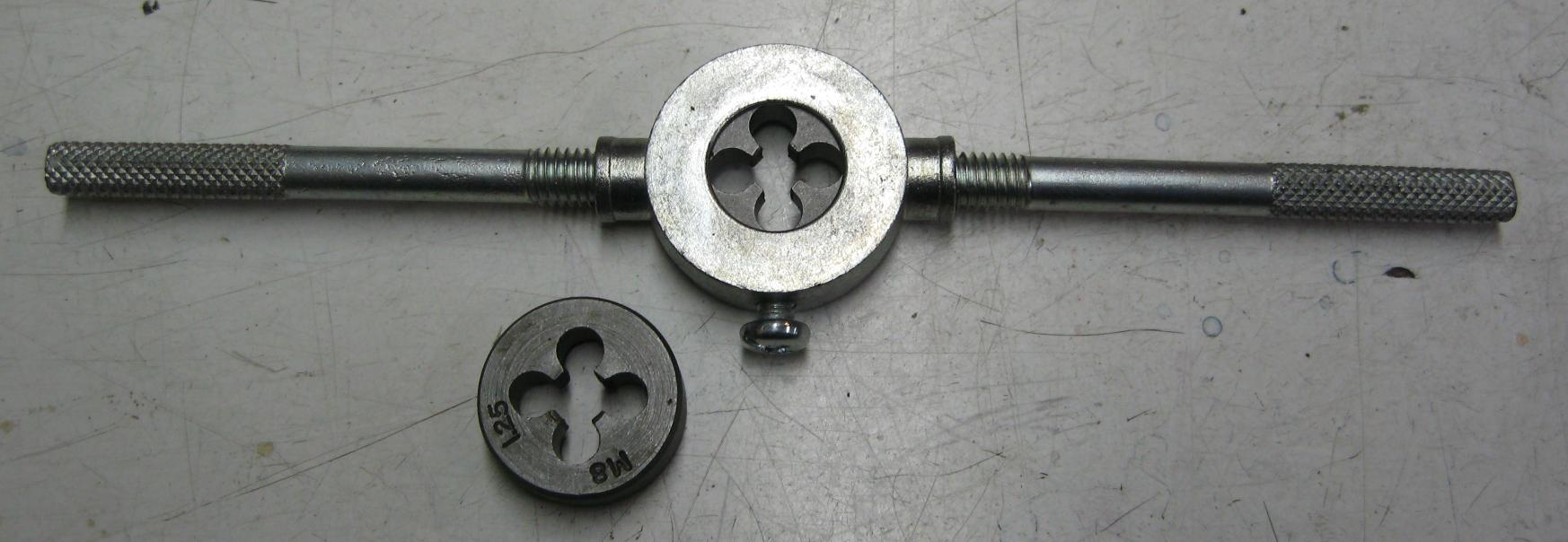
装在绞杠里的螺絲板（上面长条者）

絲攻和絲板（螺絲攻和螺絲板、螺攻和螺模或丝锥和板牙），分別是用來製造螺旋內孔（螺母）和螺旋外周（螺絲）、以力矩旋轉方式作固定的工具。它們多數以工具鋼製成，並用於金工範圍。兩者均需要絲攻扳手的輔助或是夾在電鑽（只適用於較小規格的絲攻）或車床的卡盤中使用來增加力矩。

## 絲攻
絲攻（或稱螺絲攻、螺攻或丝锥），「螺絲紋攻出器」之意。其外型好像有著螺絲坑紋的鑽嘴般，用以在（事前已經鑽好的）孔內製造内螺絲紋。絲攻的「攻擊部份」並非為全圓形，而是留了等份的圓形弧坑道，方便攻出絲紋的工件部份的碎屑能夠從之移動，以免卡於絲紋隙縫中，阻止攻絲的繼續或使絲紋崩裂。
它們亦應適合的攻絲深度而分成三種：
1. 錐頭絲攻：有著錐形的端頭，適合在孔口的起始部份應用，以錐形斜面壓向內孔邊緣，削走所需物料，減低兩者摩擦的阻力。（若果尖錐端頭強攻孔底而頂著，有機會引致中間的絲紋遭錯誤攻出。）
2. 梯頭絲攻：端頭為梯形，適合在內孔中段全段使用。
3. 平頭絲攻：單純的平頭，適合在內孔底部使用，好讓整個所需攻絲的深度都得以加工。（若果在孔口使用此形狀的絲攻，會產生絲紋螺旋軸心的角度誤差，而且進入亦非常因難，可能會刮花工件孔邊。）

它們由工具鋼的中身至端頭都刻有絲紋，另一頂端則是供絲攻扳手固定的固定形狀。

## 絲板
絲板（或稱螺絲板、絲模、螺板或板牙），是環形板狀的工具，用以在柱狀工件的周邊曲面上製造外螺絲紋。其內圓有效加工部份亦非為全圓形，同樣預留了圓形弧坑道，讓碎屑有流動空間。

## 參看
- 螺絲批、螺母、 螺絲、 車床

## 外部連結
维基共享资源上的相關多媒體資源：螺絲攻 维基共享资源上的相關多媒體資源：螺絲板